# تيم ويلينغتون
فريق ويلينغتون لكرة القدم (بالإنجليزية: Team Wellington Football Club) هو ناد كرة قدم نيوزيلندي في العاصمة النيوزيلندية ويلينغتون، وكان واحداً من أندية الدوري النيوزيلندي لكرة القدم. تأسس عام 2004 وتم حله عام 2021.
أبرز إنجازاته الفوز بالدوري النيوزيلندي 3 مرات بالإضافة إلى التتويج بدوري أبطال أوقيانوسيا 2018.